# Ёлочки (Сахалинская область)
Ёлочки — село в Сахалинской области России. Подчинено городу Южно-Сахалинску. В рамках организации местного самоуправления входит в городской округ город Южно-Сахалинск.

## География
Расположено в юго-восточной части острова Сахалин, вблизи реки Владимировка, в 10 км к северо-западу от города Южно-Сахалинска.
Площадь 0,04 кв. км..
Климат
Находится в местности, приравненной к районам Крайнего Севера.
Как и весь остров Сахалин, входит в зону муссонов умеренных широт. Среднегодовая температура составляет +2,8 °С. Самым холодным месяцем является январь со среднесуточной температурой −12,2 °C, самым тёплым — август со среднесуточной температурой +17,3 °C.
Ввиду высокой влажности уже при температуре воздуха +22 °C в тени становится жарко и душно, комфортно и тепло — при +18 °C — 19 °C.
Расчётная температура наружного воздуха летом +25,7 °C, зимой −14 °C. Продолжительность периода со среднесуточной температурой ниже 0 °C составляет 154 суток, продолжительность отопительного периода 230 суток. Средняя температура наиболее холодной пятидневки −13 °C.).

## История
В 1960 году образован посёлок Ёлочки в составе Ново-Александровского сельского Совета Южно-Сахалинского района Сахалинской области РСФСР.
26 апреля 2004 года посёлок Ёлочки преобразован в село.

## Население
| 2002 | 2010 | 2013 | 2021 |
| ---- | ---- | ---- | ---- |
| 184  | ↗216 | ↘214 | ↘126 |

Национальный и гендерный состав
По переписи 2002 года население — 184 человека (90 мужчин, 94 женщины). Преобладающая национальность — русские (96 %).

## Инфраструктура
Множество СНТ (Ёлочки, Радио, Пищевик и др.).

## Транспорт
Доступен автотранспортом. Проходит автодорога Дальнее — Ёлочки (идентификационный номер 64 ОП РЗ 64К-35), примыкающее к Северо-западному объезду г. Южно-Сахалинска.